# Кріс Саттон
Кріс Саттон  (англ. Christopher Roy Sutton; нар. 10 березня 1973, Ноттінгем) — англійський футболіст, що грав на позиції нападника.
Насамперед відомий виступами за клуб «Блекберн Роверз», «Селтік», а також національну збірну Англії.
Чемпіон Англії. Володар Кубка Англії. Триразовий чемпіон Шотландії. Триразовий володар Кубка Шотландії. Володар Кубка шотландської ліги.

## Клубна кар'єра
У дорослому футболі дебютував 1991 року виступами за команду клубу «Норвіч Сіті», в якій провів три сезони, взявши участь у 103 матчах чемпіонату. 
Згодом з 1994 по 2000 рік грав у складі команд клубів «Блекберн Роверз» та «Челсі». У складі цих команд виборов титули відповідно чемпіона Англії та володаря Кубка Англії.
Своєю грою за останню команду привернув увагу представників тренерського штабу клубу «Селтік», до складу якого приєднався 2000 року. Відіграв за команду з Глазго наступні шість сезонів своєї ігрової кар'єри. Більшість часу, проведеного у складі «Селтіка», був основним гравцем атакувальної ланки команди. У складі «Селтіка» був одним з головних бомбардирів команди, маючи середню результативність на рівні 0,48 голу за гру першості. За цей час додав до переліку своїх трофеїв три титули чемпіона Шотландії.
Протягом 2006 року захищав кольори команди клубу «Бірмінгем Сіті».
До складу клубу «Астон Вілла» приєднався 2006 року. Наразі встиг відіграти за команду з Бірмінгема 8 матчів в національному чемпіонаті.

## Виступи за збірні
Протягом 1992–1994 років залучався до складу молодіжної збірної Англії. На молодіжному рівні зіграв у 13 офіційних матчах, забив 1 гол.
У 1997 році дебютував в офіційних матчах у складі національної збірної Англії. Наразі провів у формі головної команди країни 1 матч.

## Титули і досягнення

### Командні
- Чемпіон Англії (1):

«Блекберн Роверз»: 1994–95
- Володар Кубка Англії (1):

«Челсі»:  1999–00
- Чемпіон Шотландії (3):

«Селтік»:  2000–01, 2001–02, 2003–04
- Володар Кубка Шотландії (3):

«Селтік»:  2000–01, 2003–04, 2004–05
- Володар Кубка шотландської ліги (1):

«Селтік»:  2000–01

### Особисті
- Гравець року ШПФА: 2004
- Гравець місяця англійської Прем'єр-ліги: 1994–95 (листопад), 1997–98 (лютий)
- Найкращий бомбардир англійської Прем'єр-ліги: 1997–98 (18 голів)